# 第一次集団
第一次集団（だいいちじしゅうだん、英: primary group）とはアメリカ合衆国の社会学者チャールズ・クーリーによって提唱された集団の概念である。日常的に直接接触しており、相互に一体感や連帯感が共有できているような集団を第一次集団と言う。たとえば家族や近隣集団などが第一次集団とされる。これは成員間に密接な関係が築き上げられており、インフォーマルであるということが特徴。これとは違って成員間が間接的な繋がりである集団のことは第二次集団と言う。